# گلومرول
کلافک یا گلومرول (به فرانسوی: glomérule) شبکهٔ مویرگی واقع در انتهای پوشینهٔ بومن (کپسول بومن) در کلیهٔ مهره‌داران است.
کلافک شبکه‌ای از مویرگ‌ها است که جریان خون کلیه از طریق سرخرگ آوران وارد کرده و پس از صافی شدن توسط سرخرگ وابران خارج می‌شود. کلافک درون پوشینهٔ بومن قرار دارد. خون با عبور از طریق دیواره‌های مویرگی و لایه داخل پوشینهٔ بومن فیلتر شده و برای صافی شدن نهایی به سمت هنله می‌رود.